# Ginger i Fred
Ginger i Fred (títol original: Ginger e Fred) és una pel·lícula franco-italiana-alemanya dirigida per Federico Fellini i estrenada el 1986. Ha estat doblada al català.

## Argument
Ginger i Fred, dos antics ballarins de claquettes que formaven un duo cèlebre en els anys 1940, pugen en escena a mitjans dels anys 1980 en el marc d'una retrospectiva organitzada per a una emissió de televisió. Només que els temps han canviat i l'encís de l'espectacle ha deixat lloc a l'efímera del món publicitari.

## Comentari
Reunint Giulietta Masina i Marcello Mastroianni, aquesta pel·lícula nostàlgica és una invitació a qüestionar el paper que la televisió ha pres en la societat de consum dels anys 1980 en detriment del cinema i de les arts de l'espectacle que viuen la fi d'una època daurada i comencen una fase de transició en el transcurs de la qual són el blanc del mercantilisme ambient.

## Repartiment
- Giulietta Masina: Amelia Bonetti àlias «Ginger»
- Marcello Mastroianni: Pippo Botticella àlias «Fred»
- Franco Fabrizi: el presentador TV
- Friedrich von Ledebur: l'almirall Aulenti
- Augusto Poderosi: el travesti
- Martin Maria Blau: l'ajudant del director
- Jacques Henri Lartigue: Germà Gerolamo

## Premis i nominacions

### Premis
- 1986. Globus d'Or a la millor pel·lícula de parla no anglesa
- 1986. Premi David di Donatello
  - Millor actor principal a Marcello Mastroianni
  - Millor vestuari a Danilo Donati
  - Millor music a Nicola Piovani

### Nominacions
- 1987. BAFTA a la millor pel·lícula de parla no anglesa
- 1987: Premi Sant Jordi al millor actor estranger a Marcello Mastroianni

## Al voltant de la pel·lícula
- És el penúltim film de Federico Fellini, dirigit el 1986.
- Gener 1986:[2]

| « | Tot Cinecittà i no només el seu plató fetitxe (el «5») ha estat requisat per Federico Fellini pel rodatge de Ginger i Fred. La pel·lícula reuneix en un punyent pastitx de la televisió comercial els dos intèrprets favorits de l'Amo, Marcello Mastroianni i... Giulietta Masina, que no havia deixat veure més que en una pel·lícula de Fellini des de Giulietta dels esperits... En el transcurs del rodatge Fellini perd el procés que havia intentat a Silvio Berlusconi contra els talls de pel·lícules a la televisió. El jutge ha reconegut l'atemptat a la integritat artística de l'obra, però estima que els espectadors s'hi havien acostumat. | » |